# Pouilly-les-Nonains
Pouilly-les-Nonains este o comună în departamentul Loire din sud-estul Franței. În 2009 avea o populație de 1.773 de locuitori.

## Evoluția populației
| An        | 1975  | 1982  | 1990  | 1999  | 2006  | 2009  |
| --------- | ----- | ----- | ----- | ----- | ----- | ----- |
| Populație | 1.021 | 1.311 | 1.627 | 1.598 | 1.725 | 1.773 |